# Olisa Ndah
Olisa Harold Ndah (Asaba, 21 gennaio 1998) è un calciatore nigeriano, difensore dell'Orlando Pirates e della nazionale nigeriana.

## Carriera

### Club
Dopo gli inizi in patria con gli Sharks, dal 2015 al 2018 gioca a Malta con le maglie di Sliema Wanderers, Ħamrun Spartans e Sirens.
Nel 2018 torna in patria al Remo Stars e vi rimane per una sola stagione per poi passare all'Akwa Utd.
Il 26 agosto 2021 si trasferisce in Sudafrica all'Orlando Pirates.

### Nazionale
Debutta con la nazionale nigeriana il 22 settembre 2019 in occasione dell'amichevole persa 4-1 contro il Togo.
Nel dicembre 2021 viene incluso nella lista di convocati per la Coppa delle nazioni africane 2021.

## Statistiche
Statistiche aggiornate al 28 dicembre 2021.

### Presenze e reti nei club
| Stagione        | Squadra         | Campionato      | Campionato | Campionato | Coppe nazionali | Coppe nazionali | Coppe nazionali | Coppe continentali | Coppe continentali | Coppe continentali | Altre coppe | Altre coppe | Altre coppe | Totale | Totale | Totale |
| Stagione        | Squadra         | Comp            | Pres       | Reti       | Comp            | Pres            | Reti            | Comp               | Pres               | Reti               | Comp        | Pres        | Reti        | Pres   | Reti   |        |
| --------------- | --------------- | --------------- | ---------- | ---------- | --------------- | --------------- | --------------- | ------------------ | ------------------ | ------------------ | ----------- | ----------- | ----------- | ------ | ------ | ------ |
| 2018-2019       | Remo Stars      | PFL             | 3          | 0          |                 | -               | -               |                    | -                  | -                  |             | -           | -           | 3      | 0      |        |
| 2019-2020       | Akwa Utd        | PFL             | 9          | 0          |                 | -               | -               |                    | -                  | -                  |             | -           | -           | 9      | 0      |        |
| 2020-2021       | Akwa Utd        | PFL             | 28         | 0          |                 | -               | -               |                    | -                  | -                  |             | -           | -           | 28     | 0      |        |
| 2021-2022       | Orlando Pirates | PD              | 13         | 0          |                 | -               | -               |                    | -                  | -                  |             | -           | -           | 13     | 0      |        |
| Totale carriera | Totale carriera | Totale carriera | 53         | 0          |                 | -               | -               |                    | -                  | -                  |             | -           | -           | 53     | 0      |        |

### Cronologia presenze e reti in nazionale
| Cronologia completa delle presenze e delle reti in nazionale ― Nigeria | Cronologia completa delle presenze e delle reti in nazionale ― Nigeria | Cronologia completa delle presenze e delle reti in nazionale ― Nigeria | Cronologia completa delle presenze e delle reti in nazionale ― Nigeria | Cronologia completa delle presenze e delle reti in nazionale ― Nigeria | Cronologia completa delle presenze e delle reti in nazionale ― Nigeria | Cronologia completa delle presenze e delle reti in nazionale ― Nigeria | Cronologia completa delle presenze e delle reti in nazionale ― Nigeria |
| Data                                                                   | Città                                                                  | In casa                                                                | Risultato                                                              | Ospiti                                                                 | Competizione                                                           | Reti                                                                   | Note                                                                   |
| ---------------------------------------------------------------------- | ---------------------------------------------------------------------- | ---------------------------------------------------------------------- | ---------------------------------------------------------------------- | ---------------------------------------------------------------------- | ---------------------------------------------------------------------- | ---------------------------------------------------------------------- | ---------------------------------------------------------------------- |
| 22-9-2019                                                              | Lomé                                                                   | Togo                                                                   | 4 – 1                                                                  | Nigeria                                                                | CHAN 2020                                                              | -                                                                      | 46’                                                                    |
| 19-10-2019                                                             | Lagos                                                                  | Nigeria                                                                | 2 – 0                                                                  | Togo                                                                   | CHAN 2020                                                              | -                                                                      |                                                                        |
| 3-7-2021                                                               | Los Angeles                                                            | Messico                                                                | 4 – 0                                                                  | Nigeria                                                                | Amichevole                                                             | -                                                                      |                                                                        |
| 19-1-2022                                                              | Garoua                                                                 | Guinea-Bissau                                                          | 0 – 2                                                                  | Nigeria                                                                | Coppa d'Africa 2021 - 1º turno                                         | -                                                                      | 76’                                                                    |
| 7-9-2024                                                               | Uyo                                                                    | Nigeria                                                                | 3 – 0                                                                  | Benin                                                                  | Qual. Coppa d'Africa 2025                                              | -                                                                      | 63’                                                                    |
| Totale                                                                 |                                                                        | Presenze                                                               | 5                                                                      |                                                                        | Reti                                                                   | 0                                                                      |                                                                        |

## Palmarès

### Club

#### Competizioni nazionali
- Coppa di Malta: 1

Sliema Wanderers: 2015-2016
- Campionato nigeriano: 1

Akwa United: 2020-2021
- Coppa del Sudafrica: 1

Orlando Pirates: 2023-2024
- MTN 8: 2

Orlando Pirates: 2022, 2023